# Porfirio Franca
Porfirio Franca y Álvarez de la Campa (f. 1950) fue un banquero y político cubano, integrante de la Pentarquía.

## Biografía
Franca, que fue durante años director de la sucursal en La Habana del National City Bank de Nueva York, fue nombrado presidente del Banco Nacional de Cuba en sustitución de William A. Merchant. También fue presidente del Vedado Tennis Club. En 1933 fue uno de los integrantes del breve gobierno provisional emergido tras la caída de Gerardo Machado que vino a conocerse como la Pentarquía, en el que también figuraron Ramon Grau San Martín, Guillermo Portela, Sergio Carbó y Jose M. Irisarri y donde a Franca le fue conferida la cartera de Hacienda. Falleció en mayo de 1950.